# 98494 Марсупіламі
98494 Марсупіламі (98494 Marsupilami) — астероїд головного поясу, відкритий 27 жовтня 2000 року.
Тіссеранів параметр щодо Юпітера — 3,526.